# Pottia minor
Pottia minor là một loài Rêu trong họ Pottiaceae. Loài này được (Müll. Hal.) Cufod. miêu tả khoa học đầu tiên năm 1951.